# Kampong Cham (oraș)
Kampong Cham (khmeră ក្រុងកំពង់ចាម) este un oraș din Cambodgia.